# Elaeagnus viridis
Elaeagnus viridis — вид квіткових рослин з родини маслинкових (Elaeagnaceae). Поширення: Китай (Західний Хубей, Південний Шаньсі). Населяє відкриті чагарники на піщаному ґрунті; на висотах 500–1200 метрів.

## Біоморфологічна характеристика
Це вічнозелений прямовисний кущ до 2 метри заввишки. Колючки іноді сильно загнуті, близько 1 см, тонкі; молоді гілки з щільними лусками кольору іржі. Ніжка листка іржаво-зелена, 5–7 мм; листова пластинка від еліптичноїа до довгасто-еліптичної, 2.5–6.5 × 1.2–2.6 см, знизу густо сріблясто луската, бічних жилок 6 або 7 з кожного боку середньої жилки, злегка помітні на обох поверхнях, основа клиноподібна, край цілокраї, верхівка гостра. Квітки по 1–3 в пазухах. Квіти пониклі, білі, зовні густо сріблясто-лускаті. Трубка чашечки широкотрубчаста, ≈ 5 мм; частки широко яйцеподібні або яйцеподібно-трикутні, ≈ 2.5 мм, всередині рідко біло-зірчасті, верхівка загострена. Кістянка еліпсоїдна, ≈ 1.3 × 0.7 см. Цвітіння: жовтень і листопад.